# Wriemia i Stiekło
Wriemia i Stiekło (ros. Время и Стекло) – ukraiński duet, wykonujący muzykę z pogranicza popu i hip-hopu, powstały w 2010. Duet tworzą Nadija Dorofejewa i Ołeksij „Positiff” Zawhorodnij, którym teksty do piosenek tworzy ukraiński raper Potap.
Duet zagrał gościnnie na wielu wydarzeniach muzycznych, takich jak np. Złoty Gramofon, Crimea Music Fest, Słowiański Bazar, Yuna czy gala organizowana przez stację muzyczną Ru.tv.

## Historia
W 2010 Iryna Horowa i Potap stworzyli wytwórnię płytową MOZGI Entertainment, po czym rozpoczęli nowy projekt muzyczny o nazwie Wriemia i Stiekło (literalnie nazwa zespołu tłumaczy się z rosyjskiego Czas i Szkło, jednak w języku rosyjskim ta nazwa brzmi tak samo, jak zwrot Wriemia istiekło, czyli Czas minął). Zaprosili do niego Ołeksija Zawhorodnego, a później prowadzili internetowe przesłuchania na wokalistkę zespołu. Została nią Nadija Dorofejewa, laureatka festiwalu Black Sea Games.
Zespół tworzy piosenki głównie w języku rosyjskim. W 2010 wydali debiutancki singiel „Tak wypała karta”, do którego zrealizowano teledysk. W 2011 opublikowali wideoklipy do kolejnych singli: „Lubwi toczka niet”, „Sieriebrianoje morie” i „Kafiel”. W 2012 wydali teledyski do singli „Garmoszka” i „Sleza” (z gościnnym udziałem Potapa). W 2013 roku premierę miały klipy do ich utworów: „#kArocze” i „Potancuj so mnoj”.

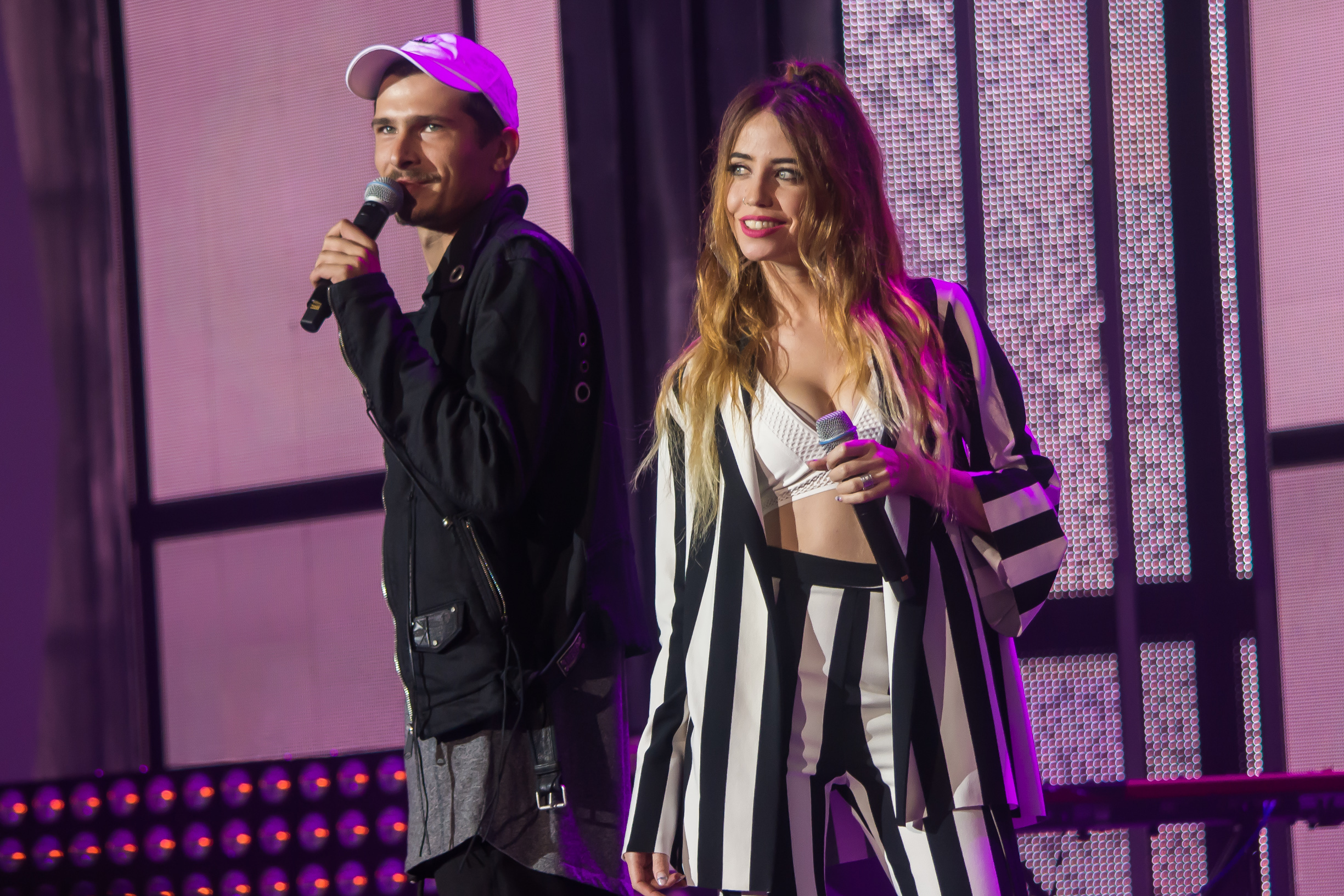
Wriemia i Stiekło podczas festiwalu Europa Plus TV. Hit Non Stop w Witebsku, 2016

We wrześniu 2014 wydali debiutancki album studyjny, zatytułowany po prostu Wriemia i Stiekło. Płyta była promowana zarówno przez dotychczas wydane single, czyli „Tak wypała karta”, „Sleza” (z Potapem), „Kafiel”, „Garmoszka”, „#kArocze”, „Liubwi toczka niet”, „Sieriebrianoje morie”, „Skaczat’ biespłatno” i „Potancuj so mnoj”, jak i singiel „Zabieri” z grudnia 2014 roku.
W grudniu 2015 wydali pierwszy minialbum pt. Głubokij dom. Na płycie znalazł się m.in. singiel „Imia 505”, za który otrzymali nagrodę w kategorii „Hit roku” na gali M1 Music Awards. Teledysk do piosenki odnotował ponad 150 milionów wyświetleń w serwisie YouTube. W grudniu odebrali statuetkę na gali M1 Music Awards za wygraną w kategorii „Najlepszy zespół”.
W czerwcu 2017 wydali album kompilacyjny pt. Obratnyj otsczot, zawierający największe przeboje w ich dorobku. Jesienią objęli funkcje trenerów w czwartym sezonie programu Hołos. Dity, będącego ukraińską wersją formatu The Voice Kids. W grudniu po raz drugi wygrali statuetkę w kategorii „Najlepszy zespół” na gali M1 Music Awards.
W marcu 2019 wydali pierwszy singiel w języku ukraińskim, „Dym”.

## Dyskografia

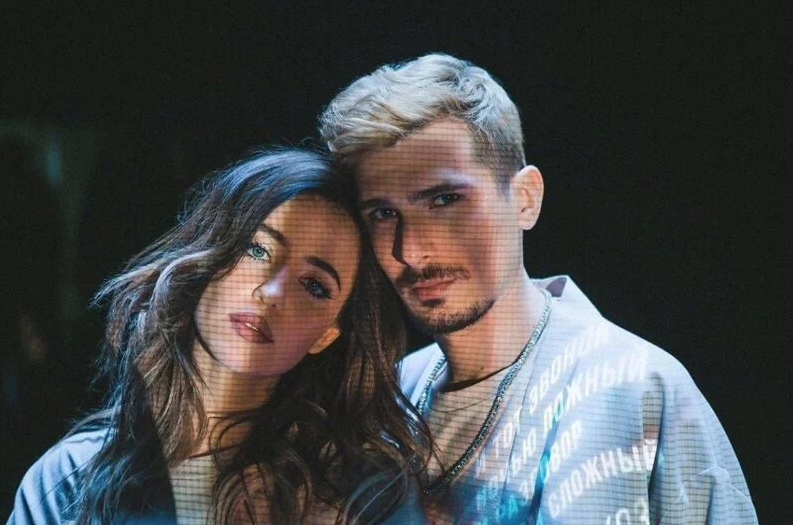
Wriemia i Stiekło (2020)

Albumy studyjne
| Rok  | Tytuł |
| ---- | --- |
| 2014 | Wriemia i Stiekło - Data wydania: 1 września 2014 - Wydawca: MOZGI Entertainment - Format: CD, digital download |

Minialbumy (EP)
| Rok  | Tytuł |
| ---- | --- |
| 2015 | Głubokij dom - Data wydania: 11 grudnia 2015 - Wydawca: MOZGI Entertainment - Format: CD, digital download |

Albumy kompilacyjne
| Rok  | Tytuł |
| ---- | --- |
| 2017 | Obratnyj otsczot - Data wydania: 9 czerwca 2017 - Wydawca: MOZGI Entertainment - Format: CD, digital download |

Single
| Tytuł                  | Rok  | Album             |
| ---------------------- | ---- | ----------------- |
| „Tak wypała karta”     | 2010 | Wriemia i Stiekło |
| „Lubwi toczka niet”    | 2011 | Wriemia i Stiekło |
| „Sieriebrianoje morie” | 2011 | Wriemia i Stiekło |
| „Kafiel”               | 2011 | Wriemia i Stiekło |
| „Garmoszka”            | 2012 | Wriemia i Stiekło |
| „Sleza” (feat. Potap)  | 2012 | Wriemia i Stiekło |
| „#kArocze”             | 2012 | Wriemia i Stiekło |
| „Potancuj so mnoj”     | 2013 | Wriemia i Stiekło |
| „Zabieri”              | 2014 | Wriemia i Stiekło |
| „Imia 505”             | 2015 | Głubokij dom      |
| „Piesnia 404”          | 2015 | Głubokij dom      |
| „Opasno 220”           | 2015 | Głubokij dom      |
| „Rytm 122”             | 2015 | Głubokij dom      |
| „Nawiernopotomuczto”   | 2016 | Obratnyj otsczot  |
| „Na stile”             | 2016 | Obratnyj otsczot  |
| „Back2Leto”            | 2017 | Obratnyj otsczot  |